# Olympique Gymnaste Club de Nice 1969-1970
Questa voce raccoglie le informazioni riguardanti l'Olympique Gymnaste Club de Nice nelle competizioni ufficiali della stagione 1969-1970.

## Maglie e sponsor
Lo sponsor tecnico per la stagione 1969-1970 è Le Coq Sportif.
| Manica sinistra · Manica sinistra · Maglietta · Maglietta · Manica destra · Manica destra · Pantaloncini · Calzettoni |

## Rosa
| N. |                    | Ruolo | Calciatore        |
| -- | ------------------ | ----- | ----------------- |
|    | Francia (bandiera) | P     | Charles Marchetti |
|    | Francia (bandiera) | D     | Guy Cauvin        |
|    | Francia (bandiera) | D     | André Chorda      |
|    | Francia (bandiera) | D     | Francis Isnard    |
|    | Francia (bandiera) | D     | Sylvain Léandri   |
|    | Francia (bandiera) | D     | Claude Quittet    |
|    | Francia (bandiera) | D     | Alain Rizzo       |
|    | Francia (bandiera) | D     | Maurice Serrus    |
|    | Francia (bandiera) | D     | Christian Vandini |
|    | Francia (bandiera) | C     | Jean Deloffre     |

| N. |                       | Ruolo | Calciatore           |
| -- | --------------------- | ----- | -------------------- |
|    | Francia (bandiera)    | C     | Roger Jouve          |
|    | Jugoslavia (bandiera) | C     | Bora Milutinović     |
|    | Mali (bandiera)       | A     | Haïdara Adama        |
|    | Francia (bandiera)    | A     | Romain Arghirudis    |
|    | Francia (bandiera)    | A     | Alain Barret         |
|    | Francia (bandiera)    | A     | Jean-Claude Camerini |
|    | Francia (bandiera)    | A     | Didier Couécou       |
|    | Francia (bandiera)    | A     | René Fioroni         |
|    | Belgio (bandiera)     | A     | Fernand Goyvaerts    |
|    | Francia (bandiera)    | A     | Joseph Herrera       |

## Risultati

### Challenge des champions
| Arbitro: | Kitabdjian |

|                          |           |  |
| Deloffre 32’ Quittet 35’ | Marcatori |  |